# Ivana Miloš
Ivana Miloš (ur. 7 marca 1986 w Rijece) – chorwacka siatkarka, reprezentantka kraju, grająca na pozycji środkowej. 

## Sukcesy klubowe
Puchar Chorwacji:
- 2005, 2006, 2007, 2008, 2009

Mistrzostwo Chorwacji:
- 2007, 2008, 2009, 2010
- 2006
- 2005

MEVZA:
- 2009, 2010

Mistrzostwo Azerbejdżanu:
- 2012
- 2011

Puchar Challenge:
- 2012, 2015, 2017

Mistrzostwo Rumunii:
- 2020

## Sukcesy reprezentacyjne
Mistrzostwa Europy Kadetek:
- 2003

Igrzyska Śródziemnomorskie:
- 2009